# Siemens-Schuckert R.VII
Siemens-Schuckert R.VII là một loại máy bay ném bom chế tạo ở Đức trong Chiến tranh thế giới I.

## Tính năng kỹ chiến thuật
Dữ liệu lấy từ Kroschel & Stützer 1994, p.151
Đặc điểm tổng quát
- Kíp lái: 4
- Chiều dài: 18.5 m (60 ft 9 in)
- Sải cánh: 38.44 m (126 ft 2 in)
- Chiều cao: 4.6 m (15 ft 1 in)
- Diện tích cánh: 210 m2 (2,270 ft2)
- Trọng lượng rỗng: 5.700 kg (12.540 lb)
- Trọng lượng có tải: 7.960 kg (17.510 lb)
- Powerplant: 3 × Mercedes D.IVa, 190 kW (260 hp) mỗi chiêc

Hiệu suất bay
- Vận tốc cực đại: 130 km/h (81 mph)
- Thời gian bay: 4 giờ

Vũ khí trang bị
- 3 × súng máy 7,92-mm
- 500 kg (1,100 lb) bom